# Foliant

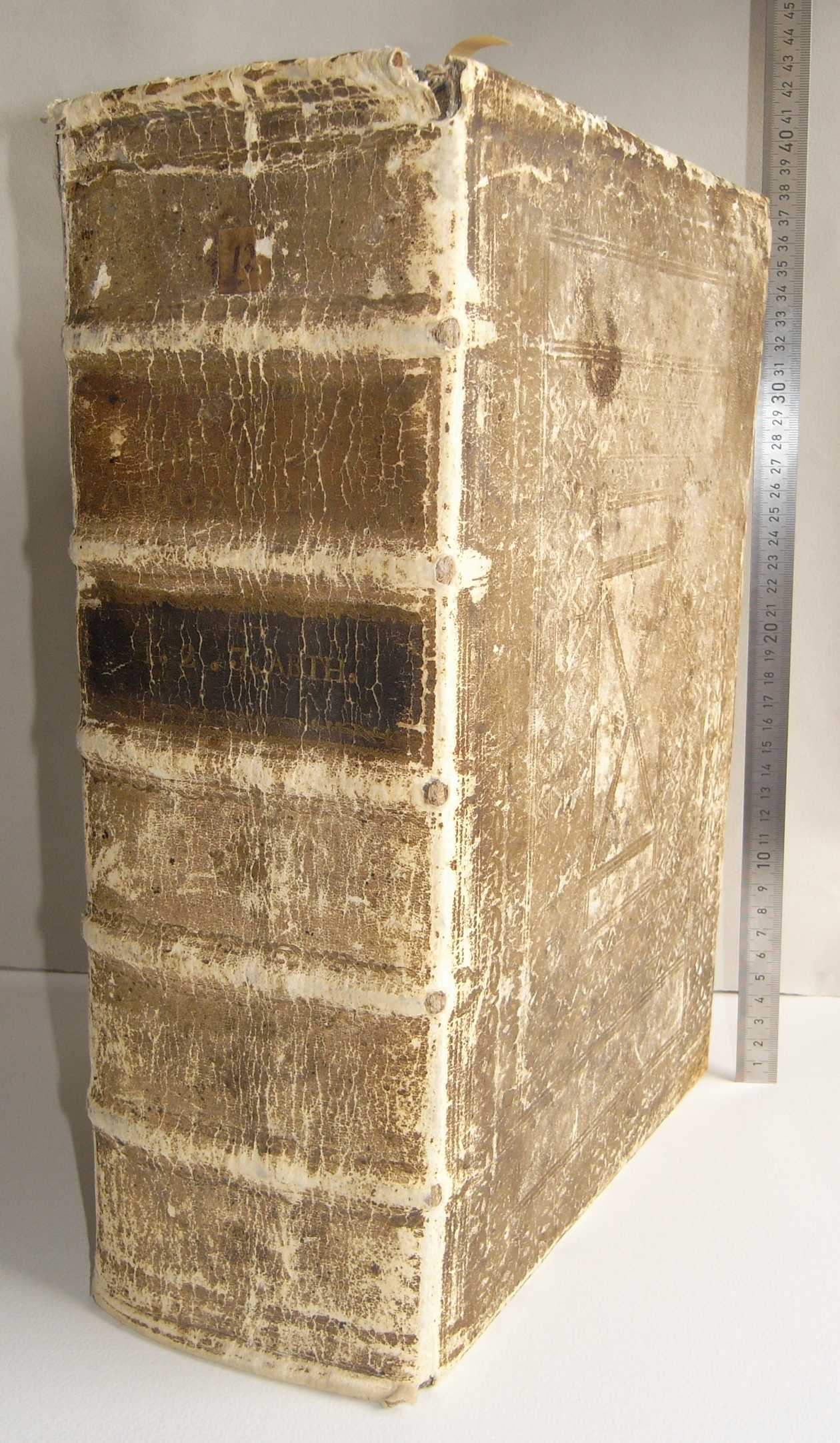
Ein Foliant, in Schweinsleder gebunden und mit Blindprägungen verziert (1806)

Ein Foliant (lateinisch folium ‚Blatt‘) ist ein Buch in Folio-Format (2o). Das Folio-Format ist ein Buchformat, bei dem sich die Größe der Seite dadurch ergibt, dass der ursprüngliche Papierbogen, der den Maßen des traditionellen römischen Pergamentbogens entspricht, nur einmal gefaltet ist (Folium). Es hat oft ungefähr die Größe eines DIN-A3-Blattes (ganz grob ca. 29 × 40 cm). Die handgeschöpften Papiere können jedoch auch davon abweichende Abmessungen besessen und dadurch den damit hergestellten Büchern unterschiedliche Größen verliehen haben. Demzufolge waren die Begriffe Kleinfolio, Großfolio und Imperialfolio verbreitet.
Kleinere Bücher wurden dagegen als Quart- (4o) oder Oktavband (8o) bezeichnet. Sehr kleine Bücher nannte man im alten Sprachgebrauch Duodez-Bände (12o).
Diese Einteilung nach bestimmten Buchrückenhöhen stammt aus der seit dem Mittelalter verbreiteten Gewohnheit, in Bibliotheken die Bücher aus praktischen Überlegungen nach ihrer Größe zu ordnen. Erst in der Zeit der Aufklärung setzte sich ein nach thematischen Gesichtspunkten geprägtes Ordnungssystem Winckelmann/Francke (nach Johann Joachim Winckelmann und Johann Michael Francke) in Bibliotheken durch.